# 柳树塘站
柳树塘站位于中华人民共和国安徽省合肥市蜀山区习友路与科学大道交叉口地下，是合肥轨道交通4号线的地铁车站，工程站名科学大道站。

## 车站结构
柳树塘站位于习友路与科学大道交叉口，沿习友路东西向布置，为地下两层单柱双跨岛式站台，站台宽度12m，设4个出入口（其中西南侧C出入口预留），2组风亭，1座冷却塔。